# هیدروکسی‌نفازودون
هیدروکسی فازودون (به انگلیسی: Hydroxynefazodone) یک ترکیب فنیل‌پیپرازین و یک متابولیت اصلی از داروی ضد افسردگی نفازودون است. این ماده فعالیت زیستی و نیمه عمر حذف (۱٫۵ تا ۴ ساعت) مشابه با میزان نفازودون داشته و ممکن است به‌طور قابل توجهی در اثرات آن نقش داشته باشد.